# اچ‌نوام‌اس برگن (اف۳۱)
اچ‌نوام‌اس برگن (اف۳۱) (به انگلیسی: HNoMS Bergen (F301)) یک کشتی است. این کشتی در سال ۱۹۶۵ ساخته شد.